# وست ورو کوریدور (فلوریدا)
وست ورو کوریدور (به انگلیسی: West Vero Corridor) یک منطقهٔ مسکونی در ایالات متحده آمریکا است که در شهرستان ایندیان ریور، فلوریدا واقع شده‌است. وست ورو کوریدور ۱۲٫۸ کیلومتر مربع مساحت و ۷٬۱۳۸ نفر جمعیت دارد و ۶ متر بالاتر از سطح دریا قرار دارد.